# Seznam stalnih predstavništev Republike Slovenije
Seznam stalnih predstavništev Republike Slovenije.

## Seznami
- Stalno predstavništvo Republike Slovenije pri Evropski uniji
- Stalno predstavništvo Republike Slovenije pri NATO in WEU
- Stalna misija Republike Slovenije pri OVSE
- Stalno predstavništvo Republike Slovenije pri Združenih narodih, Švica
- Stalno predstavništvo Republike Slovenije pri Združenih narodih, New York
- Stalno predstavništvo Republike Slovenije pri Svetu Evrope